# 李神
李神（?—?），字稚穆，恒农郡（今河南灵宝）人，中国南北朝北魏軍人，秦益二州刺史李洪之的儿子。
年轻时跟随征战，被从兄李崇重用。進威遠将軍、新蔡郡太守，兼建安戍主。转任寧遠将軍、陳留郡太守，兼狄丘戍主。以軍功封長乐县開国男，食邑二百户。历任征虜将軍、驍騎将軍、直閤将軍。
南朝梁将领趙祖悦屯駐硤石，李神在揚州刺史李崇属下統水軍，与梁軍作战。南朝梁霍州司馬田休攻打建安，被李神击退。率战艦一百隻，和崔亮、李平攻下硤石，進平北将軍、太中大夫。
孝昌年間，行相州事，加撫軍将軍。假鎮東将軍、大都督。528年（建義元年），受位衛将軍。葛荣之乱，相州百姓多逃散，州将元鑑投靠葛荣，都督源子邕、裴衍战敗，相州荒废。李神率軍民，保士气，葛荣军久攻不能破城，获得勝利。爾朱荣在鄴西擒获葛荣，平定祸乱。李神受位車騎将軍，進爵为公。
529年（永安二年），南梁扶植元顥入洛陽，魏孝庄帝避難河内，李神受位侍中，任殿中尚書，行相州事。魏孝庄帝回到洛陽，改封李神安康郡開国公。531年（普泰元年），位至驃騎大将軍、儀同三司、相州大中正。永熙年間去世。534年（天平元年）追贈使持節、侍中、驃騎大将軍、司徒公、冀州刺史。其子李士約。

## 延伸阅读
[在维基数据编辑]
 《魏書/卷70》，出自魏收《魏书》
 《北史·卷087》，出自李延壽《北史》